# Tutelle administrative en Belgique
Dans le droit administratif belge, la tutelle administrative est un pouvoir de contrôle exercé par des autorités administratives sur les autorités décentralisées territorialement (les communes, les provinces) ainsi que sur les autorités décentralisées par service (OIP).
La personne exerçant la tutelle est appelée autorité de tutelle et la tutelle est parfois désignée par l'expression pouvoir de tutelle. 
La tutelle a pour but d'éviter que les décisions des pouvoirs locaux ne soient contraires à une norme de valeur législative (contrôle de légalité) ou ne s'opposent à l'intérêt général (contrôle d'opportunité). 
Il existe des types et des modalités de tutelle très variée. Globalement, la tutelle est exercée : 
- par l'État et les entités fédérées à l'égard des pouvoirs locaux ;
- par l'État sur des organismes spécialisés ;
- par les pouvoirs locaux sur leurs propres émanations.

## Autorités de tutelle
La tutelle sur les pouvoirs locaux est définie à l'article 7 de la loi spéciale du 8 août 1980 de réformes institutionnelle, qui distingue tutelle ordinaire et tutelle spécifique. La tutelle ordinaire est exercée, dans le cadre de l'organisation fédérale de la Belgique, par les régions. Il s'agit d'un régime général qui vaut pour l'ensemble des domaines pour lesquels il n'est pas instauré de tutelle spécifique. Cette tutelle spécifique est exercée, en vertu de la répartition des compétences, soit par l'État fédéral, soit par les communautés, en matière d'enseignement notamment. Par ailleurs, l'État fédéral exerce une tutelle spécifique plus large sur certaines « communes à facilités » de la périphérie bruxelloise ou celles de Comines-Warneton et de Fourons. 
D'autres cas de tutelle spécifique existent : les gouverneurs exercent ainsi une forme de tutelle sur les provinces de Belgique, tandis que les provinces de Wallonie ont une forme de tutelle sur les communes wallonnes. 
Parmi les pouvoirs de tutelle exercés dans le même cadre géographique, on peut citer le contrôle assuré par l'État fédéral sur des organismes à compétence nationale et par les entités fédérés sur ceux compétents pour leur région ou leur communauté, fixé par la loi du 16 mars 1954. Au niveau local, les communes ont le même type de contrôle sur leurs établissements publics, en particulier leurs centres publics d'action sociale. 

## Modalités d'exercice de la tutelle administrative
La tutelle peut prendre différentes formes selon la nature du lien entre les deux autorités et éventuellement selon l'objet de la décision en cause. La tutelle a trois modalités principales : 
- la tutelle générale dite aussi « répressive » consiste en un contrôle globalement tacite et passif, l'autorité de tutelle n'intervenant qu'en cas d'opposition en exerçant un pouvoir d'annulation ou de suspension ;
- la tutelle spéciale dans laquelle la collectivité soumise à tutelle doit prendre l'avis de l'autorité de tutelle ou soumettre sa décision à approbation expresse ;
- la tutelle coercitive ou extraordinaire qui comprend la substitution d'action et la réformation sur recours[5].

Dans le cas de la tutelle spéciale, si la règle prévoit un avis de l'autorité de tutelle, la décision ne peut être prise sans que l'avis ait été donné ou au moins sollicité, en revanche, l'avis ne lie pas l'administration. Pour ce qui est de l'approbation, une décision de l'autorité de tutelle doit en principe intervenir, mais dans la plupart des cas l'approbation est censée intervenir tacitement après un certain délai. La substitution d'action consiste, pour l'autorité de tutelle, à prendre une décision en lieu et place de la personne contrôlée en cas d'inertie ou d'inaction de sa part. Elle ne peut intervenir qu'en cas de violation de la loi, et de manière exceptionnelle pour des cas graves (absence d'inscription au budget de dépenses obligatoires par exemple).
S'agissant du pouvoir de tutelle prévu par la loi du 16 mars 1954, les modalités en varient selon la catégorie dans laquelle est classé l'organisme d'intérêt général en cause. Il existe quatre catégories : la catégorie A regroupe des organismes ayant une relation étroite avec l'autorité de tutelle qui dispose d'un contrôle important ; le contrôle des organismes des catégories B, C et D va décroissant.